# Risoba sticticraspis
Risoba sticticraspis är en fjärilsart som beskrevs av George Francis Hampson 1912. Risoba sticticraspis ingår i släktet Risoba och familjen trågspinnare. Inga underarter finns listade.